# Adamovo
Adamovo – wieś w Słowenii, w gminie Velike Lašče. W 2018 roku liczyła 13 mieszkańców.